# Пак Чхоль У
Пак Чхоль У (кор. 박철우, нар. 29 вересня 1965) — південнокорейський футболіст, що грав на позиції воротаря. По завершенні ігрової кар'єри — футбольний тренер. 
Виступав, зокрема, за клуб «ПОСКО Атомс», а також національну збірну Південної Кореї.

## Клубна кар'єра
У дорослому футболі дебютував 1985 року виступами за команду клубу «ПОСКО Атомс», в якій провів шість сезонів, взявши участь в 41 матчі чемпіонату.
Згодом з 1992 по 1997 рік грав у складі команд клубів «Ел Джі Чітас», «Чоннам Дрегонс» та «Сувон Самсунг Блювінгз».
Завершив професійну ігрову кар'єру у клубі «Чоннам Дрегонс», у складі якого вже виступав раніше. Прийшов до команди 1998 року, захищав її кольори до припинення виступів на професійному рівні у 2000.

## Виступи за збірну
1994 року провів дві офіційні гри у складі національної збірної Південної Кореї та навіть був включений до її заявки для участі у фінальній частині чемпіонату світу 1994 року, щоправда, як резервний воротар. Пізніше до лав збірної не залучався.

## Кар'єра тренера
Вирішивши припинити виступи на футбольному полі, залишився в клубній системі «Чоннам Дрегонс», у якій з 2001 року опікувався підготовкою воротарів.
Надалі був тренером воротарів команд клубів «Пхохан Стілерс» та «Кьоннам».
2012 року увійшов до тренерського штабу молодіжної збірної Південної Кореї, де також працює з голкіперами.